# クィントゥス・ホルテンシウス・ホルタルス
クィントゥス・ホルテンシウス・ホルタルス（ラテン語: Quintus Hortensius Hortalus、紀元前114年 - 紀元前50年）は紀元前1世紀初期・中期の共和政ローマの政治家。紀元前69年に執政官（コンスル）を務めた。

## 出自
ホルテンシウス氏族が記録に登場するのは、紀元前287年にクィントゥス・ホルテンシウスがディクタトル（独裁官）に就任したときである。クィントゥスはホルテンシウス法を制定したことで知られている。ティトゥス・リウィウスは紀元前422年にルキウス・ホルテンシウスが護民官に就任したと書いているが、これは架空の人物と思われる。紀元前170年にはルキウス・ホルテンシウスがプラエトルに就任している。ホルタルスの父ルキウスも、法務官としてシキリア属州総督を務めた。一部の歴史学者は、このルキウスが紀元前108年の執政官に当選したものの、選挙違反で解任されたルキウス・ホルテンシウス（またはクィントゥス・ホルテンシウス）と同一人物と考えているが、父ルキウスがシキリア属州総督を務めたのは紀元前97年で、執政官ルキウスは叔父との説もある。アグノーメン（愛称）のホルタルスは、父ルキウスが使い始めた。
父ルキウスは、ガイウス・センプロニウス・トゥディタヌス（紀元前129年執政官）の娘と結婚した。両者の間にはホルタルスのほかに娘が生まれ、ガイウス・マリウスのレガトゥス（副司令官）を務めたマルクス・ウァレリウス・メッサッラと結婚した。両者の間には紀元前53年の執政官マルクス・ウァレリウス・メッサッラ・ルフスが生まれた。メッサラの娘または姉妹がルキウス・コルネリウス・スッラの最後の妻ウァレリアである。ホルタルスとルキウス・リキニウス・ルクッルス（紀元前74年執政官）の間には、何からの親戚関係があったようである。
第一次ミトリダテス戦争中の紀元前90年に、スッラのレガトゥスを務めたルキウス・ホルテンシウスは兄の可能性がある。しかし、ルキウスは戦争前に法務官を務めていることから、兄弟としてはやや年が離れすぎており、歴史家F・ミュンツァーは兄弟の可能性は低いとしている。A・キブニーは、親戚関係があったに過ぎないとしている。
ホルタルスは自分の家族の歴史をよく知っていた。特に、彼はキケロに母方の祖父の経歴に関する情報を伝えている。

## 経歴

### 早期の経歴
キケロの『ブルトゥス』に、キケロはホルタルスはり8歳年下との記述があること、紀元前95年には19歳であったこと、紀元前50年に64歳で死去したことが記されている。このことから、歴史学者は、ホルタルスの生年を紀元前114年の後半と推定している。
ホルタルスは弁論家として公の場での活動を始め、雄弁家としての名声は紀元前70年まで衰えることがなかった。ホルタルスが最初に法廷に登場したのは紀元前95年で、わずか19際のときに「アフリカの守護者」との評価を得た。この裁判の詳細は不明であるが、クインティリアヌスは、若き日に「有害な市民」を告発した弁士たちの中にホルタルスを挙げており、おそらくはアフリカ属州総督の誰かを権力乱用罪で訴えたと思われる。いずれにしても、若いホルタルスは聴衆の人気を得て、その中にはこの年の執政官あったルキウス・リキニウス・クラッススとクィントゥス・ムキウス・スカエウォラ も含まれていた。
紀元前91年、ホルタルスはビテュニアのニコメデス4世を弁護している。その直後に同盟市戦争が始まるが、ホルスタスもこれに参加、紀元前90年には一般兵であったが、紀元前89年にはトリブヌス・ミリトゥム（高級士官）となった。歴史学者R・ブロートンは、カンパニアとサムニウムでイタリア反乱軍に連勝したスッラの隷下で、ホルタルスは活動していたと推測している。現存する資料から判断できる限りでは、これはホルタルスの唯一の兵役であった。
紀元前88年、ローマの政治抗争はついにマリウス派とスッラ派の内戦に発展する。ホルタルスはスッラとの関係があった。ホルタルスはクィントゥス・ルタティウス・カトゥルス（紀元前102年執政官）の娘と結婚していたが、カトゥルスは著名なオプティマテス（門閥派）でポプラレス（民衆派）のマリウスの政敵であった。紀元前87年には、マリウスとその同盟者であるルキウス・コルネリウス・キンナがローマを占領した。このときの粛清により、カトゥルスの義兄弟であるルキウス・ユリウス・カエサルとガイウス・ユリウス・カエサル・ストラボ・ウォピスクスが処刑され、カトゥルスも自決した。何人かの門閥派のノビレスはローマを脱出した。しかしホルタルスはローマに留まり、法廷にも参加した。この頃までに、紀元前90年代の有名な弁論家は舞台を去っている。クラッススは病気で紀元前91年に急死、ガイウス・アウレリウス・コッタは亡命、 プブリウス・スルキウス（紀元前88年護民官）はスッラ派に殺害され、マルクス・アントニウス・オラトルとカエサル・ストラボはマリウス派に殺害された。その結果、ホルタルスはローマ第一の弁論家となった。
キケロは、この頃の法廷はホルテンシウスの独壇場だったと述べているが、実際に残っている裁判記録は一つだけである。紀元前89年にグナエウス・ポンペイウス・ストラボがアスクルムで得た戦利品を横領したとして、ストラボの息子である18歳のグナエウス・ポンペイウス（後のポンペイウス・マグヌス）が告発された。ポンペイウスの弁護はルキウス・マルキウス・ピリップス（紀元前91年執政官）、後に三度執政官となったグナエウス・パピリウス・カルボ と、それと若きホルタルスであった。プルタルコスによれば、ピリップスは法廷で「ピリッポス2世がアレクサンドロス大王を愛していても不思議ではない」と述べたと言うが、これはアレクサンドロス大王とポンペイウスの外見が似ているとされていたことを念頭に置いたものであった。ホルタルスは主弁護人を務め、結局ポンペイウスは無罪となった。
この間に、マリウス派の主敵であるスッラはバルカン半島でミトリダテス6世と戦っていた（第一次ミトリダテス戦争）。スッラは同時にイタリアへの上陸とマリウス派との戦いを準備しており、ミトリダテスとの間にダルダノスの和約を締結するとイタリアに向かった。元老院には両派の妥協案を唱える有力な中道主義者グループがいたという意見がある。このグループはルキウス・ウァレリウス・フラックスが率いていたが、ホルタルスもその一員であった。しかし戦争が避けられないことが明らかになると、中道主義者は一人ずつスッラの側に回っていった。キケロによれば、ホルタルスは「内戦に参加しなかったことで一度ならず名声を得た」。

### 弁論家として（紀元前82年 - 紀元前70年）
マリウス派の敗北後、ホルタルスの政治的・社会的活動に対する制限は無くなった。紀元前81年にはプブリウス・クィンクティウスの裁判で原告側代理人を務めている。セゥクストゥス・ナエウィウスという人物が、ガリア・ナルボネンシスのクィンクティウスの土地を、自分が債務者であると主張した。ナエウィウスの代理人はルキウス・マルキウス・ピリップスで、25歳のキケロがクィンクティウスの弁護人を務めた。キケロのこのときの弁護記録は残っており、キケロはホルタルスへの極端な敬意を示しているが、それを通して皮肉が見える。裁判の結果自体は残っていない。しかし、キケロは勝ったと推定され、弁論家としてホルタルスの有力なライバルとなった。
アッピアノスは、スッラの葬儀において、遺体の前で「当時の最高の弁論家」が演説したと記しているが、これはホルタルスを念頭に置いていたと思われる。しかしながら、この演説を行ったのはピリップスかもしれない。F・ミュンツァーは、ピリップスは既に執政官と監察官を経験しており、より社会的地位が高かったため、彼のほうが可能性が高いと考えている。一方でホルタルスはようやくクルスス・ホノルム（名誉のコース）を歩み始めたばかりであった。
おそらく紀元前77年のことと思われるが、グナエウス・コルネリウス・ドラベッラ（紀元前81年執政官）が告訴されるという、極めて注目度の高い裁判があった。ドラベッラはスッラの有力な支持者の一人であったが、マケドニア属州総督時代の権力乱用に関して、カエサルから告発された。ホルタルスは、ガイウス・アウレリウス・コッタと共に弁護人の一人となった。この裁判の詳細は不明であるが、歴史学者A・イェゴロフはその規模と社会的意義において、ウェッレス弾劾裁判に匹敵するものであったとしている。アウルス・ゲッリウスはカエサルの「初めての演説」に言及しており、少なくとも数回の公判があったようだ。ドラベッラは自身の無罪を確信しており、挑戦的で、告発者に対して攻撃的な態度を見せたが、最終的には無罪になった。同じ頃にマルクス・カヌレアの裁判があったが、ホルタルスはここでもコッタと共に弁護人を務めている。この勝利によって、追放から戻ったコッタが弁論家としての名声を取り戻すこととなったが、同時にホルタルスもコッタと同等とみなされるようになった。
その後紀元前70年頃までの数年間は、ホルタルスが最高の弁論家としての名声を得た時期であった（コッタは紀元前74年か紀元前73年に死去している）。彼は多くの裁判に参加し、常に勝利を収めていたようだが、彼の人生のこの時期についての具体的な情報はほとんど残っていない。アスコニウス・ペディアヌスによると、法務官経験者であるグナエウス・コルネリウス・ドラベッラの裁判に関係したとしているが、紀元前81年の執政官グナエウス・コルネリウス・ドラベッラと同姓同名のため、混乱があるかもしれない。キケロはガイウス・ウェッレスがドラッベラに不利な証言をしたことがあったから、ウェッレス弾劾演説の中でこの話に言及している。おそらく紀元前74年には、ガイウス・スクリボニウス・クリオ（紀元前76年執政官）とその義兄弟であるクィントゥス・ルタティウス・カトゥルス・カピトリヌス（紀元前78年執政官）と共に、スッラが制限した護民官の権限を復活させようとした護民官クイントゥス・オピミウスを告発し、有罪判決を得たと考えられる。
ホルタルスは、キケロの親戚であったテレンティウス・ウァッロの告訴者であった可能性がある。キケロによると、ホルタルスは判事に対しても大きな影響を持ち、通常とは異なる色のついたタブレットを使って、彼らの投票をコントロールしていた。このため、秘密投票においても、誰が有罪投票をし、誰が無罪に投票したかを知ることができた。

### ウェッレス弾劾裁判
ホルタルスはその生涯を通じて元老院の寡頭制を支持するオプティマテス（門閥派）に属し、法廷で多くの門閥派の代表者を擁護し、改革を唱えるクィントゥス・オピミウス等のポプラレス（民衆派）に反対した。したがって、紀元前70年にキケロが元シキリア属州総督ガイウス・ウェッレスを告発したとき、ホルタルスはウェッレスの弁護を行った。ホルタルスとウェッレスは古くからの友人であった。キケロによると、ホルタルスの荘園はシキリア島から送られてきた芸術作品で飾られていた。ホルタルスは友情からだけでなく、多額の報酬を得て弁護を引き受けたが、ウェッレスが総督を務めていた間に莫大な富の所有者となったからでもある。
弁護側は裁判を始めるにあたり、けむに巻くような方法を使った。クィントゥス・カエキリウス・ニゲルという人物にもウェッレスを告発させたのだ。ニゲルは以前にウェッレスの下でクァエストル（財務官）を務めており、裁判を台無しにする可能性があった。このため、キケロとニゲルのどちらが告発者となるかを、占い（divinatio）で決めることとなった。キケロの主張は、ニゲルの真意がどうであり、彼自身がホルタルスのような傑出した弁護人に立ち向かう準備ができていないということであった。

カエキリウス君、私には彼（ホルタルス）がどのように君を翻弄するか、既に見えている。彼は何回君に二つの回答の一つを選択する自由を与えるだろうか。物事がなされたのかなされなかったのか、事実なのか嘘なのか。そのどちらを選ぶにしても、全ては君に不利になるのだ。闇の中でどれだけの苦悩に耐えなければならないのか、想像に難くはない。。。彼が君の告発を幾つもに分解し、指の上でそれぞれを並べ替えて追求しはじめたら、君は何ができるだろう？彼がそれぞれの小さな問題に関して、それぞれに粉砕し、反論し始めたらどうなるだろう？君は無実の人を危険な目に遭わせてしまったのではないかと恐れ始めるだろう。
キケロ『クィントゥス・カエキリウスの占いに関して』、14.45.

同じ演説の中で、キケロは公然とホルタルスに挑戦し、こう言った：「私は彼の才能を称賛するが、彼を恐れてはいない」。さらにこうも言っている：「彼に希望を持たせないようにしよう。裁判が私に委ねられるならば、
彼は自分の弁護計画全体を変更しなければならず、彼が好む方法ではなく、もっと正直で立派な方法で実施されることになる」。結局、判事はキケロを原告として認めた（紀元前70年1月）。するとホルタルスは裁判の引き伸ばしにかかった。ホルタルスは次期執政官選挙に立候補するつもりであり、当選してかつ来年まで裁判を延期できれば、有利になると考えたのだ。裁判長はウェッレスの友人であるマルクス・カエキリウス・メテッルスが務めることになるだろう。このため、ホルタルスはマケドニア属州総督（名前は不明）に対する裁判を組織した。その結果、ウェッレスの裁判の開始は8月に延期された。ホルタルスは、第一回目の審理の後、さらなる調査が行われることを期待していた。ローマでは、秋の間に様々な催し物が行われれるため、これは事実上の成功（翌年への延期）を保証するものであった。しかし、弁護側は最初の段階で裁判に負けてしまった。キケロは短い演説と共に、8日間にわたって証人を法廷に喚問し、その証言によって、ウェッレスが数々の権力乱用の罪を犯していたことが明らかになった。ホルタルスは、すべての証人の尋問の間、沈黙していた。そして一度だけケントゥリパ（シキリアの都市）の副官であるアルテモに対して「証人ではなく告発者だ」と呼んだ。このことから、キケロは、弁護側は何も反論することがないと結論づけた。後にキケロは「強力な猛攻」で「あらゆる方向からから敵を打ちのめした」と回想している。ホルタルスは敢えて発言せず、評決や第2回の審理を待つことなく、ウェッレスに亡命するように助言した。彼はマッシリアに向かって出発した。
ウェッレス弾劾裁判は、ホルタルスの無条件降伏であった。その結果、ホルタルスはローマ最高の弁論家としての地位を失い、以降はキケロが第一人者となった。

### 政治歴
キケロの二つの演説に、ホルタルスがクァエストル（財務官）を務めたことが記されているが、その時期は不明である。アエディリス（按察官）に就任したのは紀元前75年で、39歳であった。按察官として、ホルタルスはキケロが「壮大な」と呼ぶ競技会を開催し、市民一人あたり1.5モディウス（約10kg）の穀物を配分した。穀物の値段は高騰していたので、これによってホルタルスは一般市民の人気を得た。しかし、キケロは同時に、ホルタルスがこの4日間の競技会のために、多くの同盟都市から芸術作品を運び込み、その後自分の家と別荘に飾ったと非難している。
紀元前72年にプラエトル（法務官）に就任、多くの裁判を行った。紀元前70年末には次期執政官選挙に出馬、当選した。同僚執政官は、同じくプレブスのクィントゥス・カエキリウス・メテッルスであった。彼は有権者への贈収賄で告発されたが、その時代にはそれが当たり前のことだった。執政官任期満了後、ホルタルスはプロコンスル（前執政官）としてマケドニア属州へ行き、クレタ島の海賊を討伐するように依頼されたが、これを拒否してローマに残った。カッシウス・ディオによれば、ホルタルスがローマを離れなかったのは、裁判に対する影響力を維持するためであった。代わりにメテッルスが派遣されクレタの海賊に勝利し、クレティクスのアグノーメンを得ると共に凱旋式を実施の栄誉を得ることになる。

### 紀元前60年代
執政官任期完了後も、ホルタルスはローマで最も影響力がある裕福な人物の一人であった。彼はローマの最も有名なエリア、パラティヌスに家を所有していた。しかし、スエトニウスはこの家を「大きさも装飾も目立ったものではない」と控えめに書いている。ホルタルスの死去直後に発生したカエサルとポンペイウスの内戦のとき、ポンペイウスは自派のルキウス・コルネリウス・レントゥルス・クルス（紀元前49年執政官）に対して、勝利後にはこの建物を彼に与えると約束している（が、ポンペイウスは敗北した）。その後、アウグストゥスがホルタルスの家に住んでいたこともある。その他にも多くの別荘や土地を所有していた。
これらの不動産は良好な収入をもたらし、そのおかげでホルタルスは美術品や日常の贅沢品に大金を使うことができた。また、アウグル（鳥占官）の晩餐会で最初に孔雀の肉を出したのはホルタルスであり、これが後に美食の対象となった。池では貴重な種類の魚を飼育していた。同時代の人々からは、国家の問題よりも自分のウツボに興味を持っていると非難された。
晩年の18年間（紀元前68年～紀元前50年）、ホルタルスは、ノビレスの権利を守る緊急の必要性があった場合にのみ、短期間だけ政界に復帰した（キケロの言葉を借りれば、彼は「影が薄くなっていた」）。義兄弟であるカトゥルス・カピトリヌスと共に、紀元前67年にはポンペイウスに海賊討伐の指揮権を与えることに反対し、紀元前66年には同じくポンペイウスが第三次ミトリダテス戦争の指揮を執ることに反対したが、何れも阻止することはできなかった。紀元前65年には、ガイウス・コルネリウスの裁判に起訴側の証人として参加した。この人物は紀元前67年の護民官であるが、元老院と対立していた。罪状は「ローマ人の偉大さを侮辱した」ことであったが、実際には同僚護民官が拒否権を行使したにもかかわらず、自分の法案を議事堂で読んだことが罪に問われた。起訴側にはカトゥルス・カピトリヌス、クィントゥス・カエキリウス・メテッルス・ピウス（紀元前80年執政官）、マルクス・テレンティウス・ウァッロ・ルクッルス（紀元前73年執政官）、マニウス・アエミリウス・レピドゥス（紀元前66年執政官）がいた。弁護を行ったのはキケロで、無罪を勝ち取っている。
同年、ホルタルスは後に「第一次カティリナの陰謀」として知られる事件の元老院調査に参加した。この陰謀への関与で告発されたプブリウス・コルネリウス・スッラは、3年後にホルタルスとキケロの弁護で無罪となった。キケロが執政官に就任した年（紀元前63年）以降、ホルタルスは定期的に裁判に参加し、その場合は常にキケロと協力していた。判決に大きく影響すると思われる最終弁論を、ホルタルスはキケロに任せるのが常であった。紀元前63年には、ホルタルスとキケロは「不法な嫌がらせ」の罪で告発されたルキウス・ウァルグンティウスと、紀元前100年にポプラレス（民衆派）の護民官ルキウス・アップレイウス・サトゥルニヌスの殺害に加担したガイウス・ラビリウスを弁護した。ラビリウスは民会の評議を経ずにローマ市民を殺害した罪で告訴され、告発者であるティトゥス・ラビエヌスは当時キャリアをスタートさせていたカエサルの利益のために行動した。民会はラビエヌス有利に傾いていたが、この問題は評決に至ることはなかった。
年末にカティリナの陰謀が明らかになり、ノビレス全体の敵であることが判明したカティリナ一派の裁判では、ホルタルスは再びキケロを支持した。その後、ホルタルスはキケロやクラッススとともに、小カトから有権者への賄賂贈与の罪で告発されたルキウス・リキニウス・ムレナを弁護した。ムレナは無罪となった。

### 紀元前50年代
紀元前61年か紀元前60年にカトゥルス・カピトリヌスが死去すると、オプティマテス（門閥派）は実質的に指導者を欠いた状態になった。それでも、ホルタルスは積極的に政治に関わることはなかった。但し、法廷には姿を見せていた。紀元前60年の終わりに、ウァレリウスと言う氏族名以外は不明の人物の弁護を行い、無罪を勝ち取った。キケロによると、この法廷はその年の執政官ルキウス・アフラニウスに譲歩したと考えられている。紀元前59年、ホルタルスはキケロと共に、アシア属州総督職の間に権力乱用で訴えられたルキウス・ウァレリウス・フラックスを弁護した。ホルタルスがが最初に演説を行い、告発の矛盾を証明しようとしたが、キケロは告発はフラックスの政治的敵対者によって捏造されたものであると宣言した。結果は無罪となった。
紀元前58年には、キケロが告訴された。訴えたのは護民官プブリウス・クロディウス・プルケル（パトリキのクラウディウス氏族の出身だが、護民官になるためにクロディウスと名を変え、プレブスとなっていた）で、カティリナ裁判で民会の承認なしに死刑を実施したことが問題とされたのだ。ホルタルスはキケロを支持したが、暴動が発生してあやうく死にかけた。
紀元前56年、ホルタルスはローマに亡命していたエジプト王プトレマイオス12世アウレテスの王位復帰に関する議論に、積極的に参加している。既に第一回三頭政治（ポンペイウス、クラッスス、カエサル）の時代であったが、ポンペイウスに軍を率いさせてエジプトに派遣しようとした。マルクス・カルプルニウス・ビブルス（紀元前59年執政官）は、軍事力ではなく3人の大使を派遣することを提唱した。ホルタルスとルクッルスは、軍は送らずせずキリキア属州総督プブリウス・コルネリウス・レントゥルス・スピンテルを派遣することを提案した。結局、王は何も達成できないことを悟り、ローマを後にした。
紀元前56年3月には、キケロやクラッススとともに、暴力行為と違法な権力闘争で告発されたプブリウス・セスティウスを弁護した。紀元前54年の夏には、プロキリウスという人物を弁護したが、敗訴に終わった、その後キケロと共にマルクス・アエミリウス・スカウルス（紀元前56年法務官）、グネウス・プランキウス（紀元前54年按察官）を弁護した。これらの裁判では、無罪を勝ち取った。紀元前52年、ホルタルスは、プブリウス・クロディウスの暗殺を組織したティトゥス・アニウス・ミロ（紀元前55年法務官）の裁判で判事の一人を務めた。
ホルタルスの晩年は、長男との対立によって暗くなっていた。甥のマルクス・ウァレリウス・メッサッラ・ルフス（紀元前53年執政官）を後継者にしようとさえ考えていたが、最終的にはこの意向を放棄した。紀元前51年にメッサッラは選挙違反行為で告発されたが、ホルタルスは彼の無罪を獲得した。しかし市民は皆、メッサッラが有罪であると考えており、ホルタルスは劇場でブーイングされるという、人生はじめての経験をした。ホルタルスの最後の演説は、紀元前50年4月5日に行った、アッピウス・クラウディウス・プルケル（紀元前54年執政官）の裁判であった。ホルタルスはプルケルの義理の息子であるマルクス・ユニウス・ブルトゥスと共に弁護を行った。同年6月、ホルタルスは死去した。古代の著者は、内戦が始まる前に死去したのは幸いであったと述べている。

ホルテンシウスは、未来が自分が予想していた通りになるのを見ずにすんだので、いい時に死去したと言えるだろう。個人的な野心が原因で内戦が起こりそうになっており、わが国の政治に平和の希望が失われたのを見て、私達は差し迫る破局を共に嘆いていたからだ。ところが、いつも運のいい彼は、不幸な事態が起こる前に死去したので、それを見ることを免れた。
キケロ『ブルトゥス』、329.

## 弁論家として
ホルタルスの演説は、3つの短い引用文以外には何も残っていないため、キケロの論説に基づいて判断するしかない。アシアティック・スタイル（ギリシア風）の信奉者であり、華やかさ、パトス、複雑な言葉使い等よって特徴づけられた名人芸的でリズミカルな演説を行った。キケロによると、アシアティック・スタイルの演説には二つのタイプがあるが、ホルタルスはその双方に卓越していた。一つはエピグラム（警句）風の凝ったやり方で、重みとか深刻さを欠くが洗練されていてシンメトリーのある警句を多用する。もう一つは警句を多用するのではなく激しくてスピードのあるスタイルで、単に演説が淀みないだけでなく、飾り言葉や機知に富んだ言葉を多用する。古い世代の人たちは、ホルタルスの雄弁さを好まなかった。キケロはルキウス・マルキウス・ピリップスがホルタルスの話を聞いたときに、顔に怒りと憤りを表したことが何度もあったと述べている。一方で若い人たちはこのスタイルを喜んでいた。
ホルタルスの成功は、弁論への情熱（彼は毎日話し、その技術を向上させていた）、書き留めることをせずに全て手を覚える優れた記憶力、声高らかで心地よい声に支えられていた。彼の「姿勢や動きには、弁論家が必要とする以上の芸術があった」。服装も思慮深く、身振り手振りも非常に表情豊かで、多くの人が彼を俳優に例えた。その時代の最高の俳優、クイントゥス・ロスキウス・ガッルスやクラウディウス・アエソプスは、彼の弁論に学びに来ていた。キケロによると、「若い頃のホルタルスの弁論は権威にとぼしかったが、それにもかかわらず、彼の若さに合っていた。ところが、年長者の権威を身に着けるようになると、重々しさが必要となってきたが、彼はもはや自分に相応しくなくなった話し方を変えなかった。さらに、彼は弁論の訓練をやめ、以前にはあった激しい熱意も弱まっていた」ために、人気が無くなったとしている。
いくつかの演説は出版されているが、古代の著者は、演説に比較すると書くことは得意でなかったと認めている。パテルクルスは、ホルタルスの『年代記（Annals）』に言及している（特に、同盟市戦争中のパテルクルスの曽祖父の功績が非常に生き生きと描かれている）。おそらく、ヘレニズムの精神に基づく詩的叙事詩であったと思われる。総じて、ホルタルスはヘレニズム文化に造詣の深い、非常に高学歴な人物であった。

## 家族
ホルタルスの最初の結婚相手は、クィントゥス・ルタティウス・カトゥルスの娘ルタティアであった。母系を辿ると、彼女は紀元前140年の執政官で、ルシタニア戦争の指導者ヴィリアトゥスを殺害したクィントゥス・セルウィリウス・カエピオの孫娘である。この結婚では二人の子供が生まれた。息子クィントゥスはカエサル派に属し、紀元前45年に法務官の職に就いたが、後にカエサル暗殺者を支持し、フィリッピの戦いで戦死した。娘ホルテンセは、紀元前42年にローマの裕福な既婚婦人たちへの新たな課税に反対し、一部の税金の廃止を実現した。彼女はマルクス・ユニウス・ブルトゥスの養父であるクィントゥス・セルウィリウス・カエピオの妻となった可能性がある。
ホルタルスは、カト・ウティケンシスとの繋がりを求めて、カトの娘を自らの妻に迎えたいと申し込んだことが知られている。彼女はすでにマルクス・カルプニウス・ビブルス（紀元前59年執政官）と結婚しており、二人の子供があった。

人としては、そのようなことは不条理であるが、自然の法則によれば、若さと美しさの絶頂にある女性が、子供を生むことを怠たってはならない。一方で、十分以上に多くの子を産むことで、それを望まない夫に負担をかけて困窮させてはならない。また、立派な人たちの間で相続人の共同体があれば、徳は家族の中に豊かに広く普及し、国家は家族の同盟によって緊密に結ばれるであろう。また、もしビブルスが妻を必要としているのであれば、彼女が子供を産んだ後に返してもよい。このようにして、ビブルス自身とカトとの間にも、子供たちの共同体によって、より密接に結びつくことになる。
プルタルコス『対比列伝：小カト』、25.3.

カトは、ホルタルスを尊敬しており彼との関係の強化は望んでいるが、既婚者である娘との結婚を要求するのは奇妙なことだと返答した。すると、ホルタルスはカトの妻マルキアとの結婚を申し出た。マルキアはルキウス・マルキウス・ピリップス（紀元前56年執政官）の娘で、ガイウス・オクタウィウス・トゥリヌス（後のアウグストゥス）の半妹である。当時、マルキアは妊娠していたが、カトはピリップスの承認を得てマルキアと離婚し、ホルタルスに引き渡した。ホルタルスの遺言により、彼の死後マルキアは大金を手にし、その後、再びカトの妻となった。これを根拠に、後にカエサルはカトが「最初からこの餌でホルタルスを籠絡しようとし、金持ちになるために若いマルキアを貸した」と告発した。
この二度目の結婚での子供が生まれたかの直接的な資料はない。しかし、タキトゥスはホルタルスの孫がローマ帝国第2代皇帝ティベリウスに、西暦16年に資金援助を申し込んだとしている。また、フラトゥレス・アルウァレス（ラレースの神官団）のリストに、西暦25年に法務官を務めたマルキウス・ホルタルスという人物がいる。歴史学者は、これが同一人物であり、二度目の結婚で生まれたホルタルスの息子であった可能性があると考えている。その父マルクス、またはマルキウスは早期に孤児になり、彼の母方の祖父ピリップスの養子になった可能性がある。

## 評価
ホルタルスに関する情報は、主にキケロの様々な著作の中にある。しかし、二人の関係はかなり複雑であった。紀元前70年までは公然とライバル関係にあり、後には協力と形式的な友情へと移行したが、例えば、紀元前58-紀元前57年のクロディウス・プルケルによるキケロ告訴に対するホルタルスの行動は、キケロには裏切りと見えた。ホルタルスをはじめとする元老院議員からは期待していた支援を受けられず、その後キケロは亡命を余儀なくされた。後に、キケロの友人であるティトゥス・ポンポニウス・アッティクスは、ホルタルスについてのエッセイを書くように勧めたが、これが本当に書かれたのかどうか、その内容は不明のままである 。
この困難な関係にもかかわらず、キケロは常にホルタルスを傑出した人物として認識していた。キケロは演説の中で、ホルタルスは「最高の美徳、名誉ある地位、富、勇気と才能」を持っていたと述べている。バブラの町の近くのヴィラ・クウィンタでは、ホルタルス自身が哲学の反対者と雄弁さの擁護者として、この対話の主要な登場人物の一人である。彼のローマにおける弁論の歴史は、『ブルトゥス』の中で述べられているが、キケロは、彼自身とホルタルスがラテン語を話す最後の二人の著名な弁論家であったように構成されている。
キケロの他にも、ホルタルスを評価している古代の著述家は多い。ウァレリウス・マクシムスはホルタルスが「彼の権威と雄弁さのために」、「優秀で傑出した市民の中でも」筆頭の存在になったと書いている。コルネリウス・ネポスは、ホルタルスをローマで最高の弁論家と呼び、パテルクルスはキケロとホルタルスを並べて「傑出した才能」の人物の筆頭とした。ティベリウス帝のパラティヌス宮殿に飾られていた弁論家の像の中に、ホルタルスの像もあったことが知られている。

## 参考資料

### 古代の資料
- アッピアノス『ローマ史』
- ウァレリウス・マクシムス『有名言行録』
- ウェッレイウス・パテルクルス『ローマ世界の歴史』
- アウルス・ゲッリウス『アッティカ夜話』
- カッシウス・ディオ『ローマ史』
- タキトゥス『年代記』
- コルネリウス・ネポス『アッティクス伝』
- マクロビウス『サトゥルナリア』
- プルタルコス『対比列伝』
- ガイウス・スエトニウス・トランクィッルス『皇帝伝』
- マルクス・トゥッリウス・キケロ『ブルトゥス』
- マルクス・トゥッリウス・キケロ『アッティクス宛書簡集』
- マルクス・トゥッリウス・キケロ『弁論家について』
- マルクス・トゥッリウス・キケロ『友人宛書簡集』
- マルクス・トゥッリウス・キケロ『クィントゥス・カエキリウスの予言について』
- マルクス・トゥッリウス・キケロ『ウェッレス弾劾』
- マルクス・トゥッリウス・キケロ『義務について』
- マルクス・トゥッリウス・キケロ『カティリナ弾劾』
- マルクス・トゥッリウス・キケロ『ポンペイウスにインペリウムを与える際の演説』
- マルクス・トゥッリウス・キケロ『プブリウス・コルネリウス・スッラ弁護』
- マルクス・トゥッリウス・キケロ『ミロ弁護』
- クインティリアヌス『弁論家の教育』

### 研究書
- Albrecht M. History of Roman Literature. - M .: Greco-Latin office, 2002 .-- T. 1. - 704 p. - ISBN 5-87245-092-3 .
- Bobrovnikova T. Cicero. - M .: Molodaya gvardiya, 2006 .-- 532 p. - ISBN 5-235-02933-X .
- Grimal P. Cicero. - M .: Molodaya gvardiya, 1991 .-- 544 p. - ISBN 5-235-01060-4 .
- Egorov A. Julius Caesar. Political biography. - SPb. : Nestor-History, 2014 .-- 548 p. - ISBN 978-5-4469-0389-4 .
- Karetnikova V. Competition for magistrate positions in the Roman Republic of the 3rd - 1st centuries. BC .. - Yaroslavl, 2011. - 250 p.
- Kravchuk A. Sunset of the Ptolemies. - M .: Nauka, 1973 .-- 216 p.
- Utchenko S. Julius Caesar. - M .: Mysl, 1976 .-- 365 p.
- Briscoe J. The Grandson of Hortensius // Zeitschrift für Papyrologie und Epigraphik. - 1993 .-- T. 95 . - S. 249-250 .
- Broughton R. Magistrates of the Roman Republic. - New York, 1952. - Vol. II. - P. 558.
- Klebs E. Aurelius 96 // Paulys Realencyclopädie der classischen Altertumswissenschaft . - 1896. - Bd. II, 2. - Kol. 2482-2483.
- Кeaveney A. Who were the Sullani?  // Klio. - 1984 .-- T. 66 . - S. 114-150 .
- Münzer F. Hortensius // Paulys Realencyclopädie der classischen Altertumswissenschaft . - 1913. - Bd. VIII, 2. - Kol. 2465.
- Münzer F. Hortensius 2 // Paulys Realencyclopädie der classischen Altertumswissenschaft . - 1913. - Bd. VIII, 2. - Kol. 2465-2466.
- Münzer F. Hortensius 4 // Paulys Realencyclopädie der classischen Altertumswissenschaft . - 1913. - Bd. VIII, 2. - Kol. 2466.
- Münzer F. Hortensius 5 // Paulys Realencyclopädie der classischen Altertumswissenschaft . - 1913. - Bd. VIII, 2. - Kol. 2466.
- Münzer F. Hortensius 6 // Paulys Realencyclopädie der classischen Altertumswissenschaft . - 1913. - Bd. VIII, 2. - Kol. 2466-2467.
- Münzer F. Hortensius 8 // Paulys Realencyclopädie der classischen Altertumswissenschaft . - 1913. - Bd. VIII, 2. - Kol. 2468-2469.
- Münzer F. Hortensius 10 // Paulys Realencyclopädie der classischen Altertumswissenschaft . - 1913. - Bd. VIII, 2. - Kol. 2469.
- Münzer F. Hortensius 13 // Paulys Realencyclopädie der classischen Altertumswissenschaft . - 1913. - Bd. VIII, 2. - Kol. 2470-2481.
- Münzer F. Hortensius 15 // Paulys Realencyclopädie der classischen Altertumswissenschaft . - 1913. - Bd. VIII, 2. - Kol. 2481.
- Münzer F. Hortensius 16 // Paulys Realencyclopädie der classischen Altertumswissenschaft . - 1913. - Bd. VIII, 2. - Kol. 2481-2482.
- Münzer F. Lutatius 7 // RE. - 1942. - Bd. XIII, 2. - Kol. 2072-2082.
- Münzer F. Marcius 75 // Paulys Realencyclopädie der classischen Altertumswissenschaft . - 1930. - Bd. IV. - Kol. 1562-1568.
- Münzer F. Opimius 11 // Paulys Realencyclopädie der classischen Altertumswissenschaft . - 1939. - Bd. XVIII, 1. - Kol. 680.
- Seager R. Pompey the Great: a political biography. - Oxford: Blackwell, 2002 .-- 176 p.
- Sumner G. Orators in Cicero's Brutus: prosopography and chronology. - Toronto: University of Toronto Press, 1973 .-- 197 p. - ISBN 9780802052810 .